# Суїцидальна особа
Суїцидальна особа — це людина, яка переживає особисту суїцидальну кризу; тобто особа намагається покінчити життя самогубством, або шукає спосіб померти шляхом самогубства, або планує самогубство.

## Розпізнавання
Суїцидальна особа зазвичай демонструє особливий тип поведінки. Особа, яка зациклена на смерті, надмірно говорить про самогубство або стає соціально замкнутою, може думати про самогубство. Інша поведінка суїцидальних осіб включає необачну поведінку (наприклад, збільшення вживання наркотиків і алкоголю або наражає себе на ризик, наприклад небезпечно водить), несподівані або незвичайні прощання з родиною та друзями та пошук способів самогубства (наприклад, придбання таблеток, зброї, або інших летальних предметів).

## Причини
У багатьох випадках самогубство — це спроба втекти від ситуації, яка завдає нестерпних страждань. Більшість тих, хто покінчив життя самогубством, мали депресії, алкоголізм або проблеми з психічним здоров'ям, як-от біполярний афективний розлад та інші. Деякі люди, які померли внаслідок самогубства, мають такі органічні захворювання, як черепно-мозкова травма та епілепсія.
Іншими факторами, які впливають на суїцидальних людей, є сім'ї з історією самогубства та культурні чи релігійні переконання, які прославляють самогубство.

## Реакції

### Юридичні
Протягом більшої частини історії люди, які намагалися вчинити самогубство, вважалися порушниками законів, що забороняють вбивство. До одинадцятого сторіччя суди «вважали самогубство "самовбивством", тому розглядали їх... як кримінальну дію». Ці юридичні наслідки для самогубства існували до сучасності. В Англії до 1961 року існували закони проти самогубства, а між 1946 і 1956 роками «понад 5000 [людей] було визнано винними [у спробі самогубства] і засуджено до ув'язнення або до в'язниці». У Сполучених Штатах також були закони проти самогубств ще у 1964 році, священний ісламський закон так само забороняє самогубства.